# 平尾丈
平尾 丈（ひらお じょう、1982年11月25日 - ）は、日本の起業家。『株式会社じげん』代表取締役社長執行役員 CEO。 慶應義塾大学環境情報学部卒業。東京都出身。

## 経歴

### 幼少期・学生時代
東京都生まれ。両親と姉の4人家族。祖父は起業家だったが、その会社は父が継ぐ前にあえなく倒産。幼いときで、姉と二人の幼子を抱え、家計は大変だった。父はなかなか定職に就こうとせず、母が公文式の教室をフランチャイズで経営しながら平尾家の生活を支えてくれた。自宅には公文式のプリントがたくさんあって、3歳くらいからその問題を解くことが平尾にとっての日常だった。そのおかげで小学校に上がってから勉強で苦労することはなかった。姉が先に通っていた国立大学の付属小学校を受験したが、試験と面接は合格するものの抽選で落選。小学校は地元の公立小学校に通うことになった。極度の負けず嫌いな少年であきらめの悪い気質は、人生をうまくコントロールできなかった父の反面教師として見ていたせいもある。
中高一貫の男子校である海城中学校・高等学校へ進学。海城には裕福な家庭の子息が多く在籍していており、「世の中のリアルは、どう考えても平等ではない」と常に思っていた。
高校3年の時、あるテレビ番組で、IT系の学生起業家という存在を知ることになる。そこで紹介されていた慶應義塾大学環境情報学部（SFC）に憧れて進学。祖父が起業家だったこともあったのかテレビに映る光景が、とても眩しく感じられた。在学中、有名企業の会社員、政治家、起業家など、1万人強の著名人に会うための企画を自ら実施。また、学生起業家として2社のITベンチャーを立ち上げ、軌道に乗せた。東京都中小企業振興公社主催の学生起業家選手権で優秀賞受賞。大学在学中に2社を創業する。

### 『リクルート』時代
2005年（平成17年）卒業後は起業した会社の代表取締役を兼任したまま、4月に新卒で、『リクルート』に入社。人事部門・インターネットマーケティング局・事業開発室などを歴任。
2006年（平成18年）10月、じげんの前身となる『株式会社ドリコム』ジェネレーテッドメディアの立ち上げに『リクルート』からの出向として参画。23歳という若さでリクルートグループ最年少取締役となる。2008年（平成20年）1月、25歳で代表取締役社長に就任。2009年（平成21年）9月15日に社名を『株式会社じげん』に変更。社名である「じげん」の由来は、“次元”、英語の“dimension”。次元は、物質と時間と空間で構成されているが、そのうちの物質は過去のメディアが媒体化することで具現化される。しかし時間と空間を超えたメディアは、まだ存在していない。そして、それらを超える新たなビジネスを創出することがミッションで、「ライフメディアプラットフォーム」だと考えた。
2010年（平成22年）9月にMBO（マネジメント・バイアウト）を経て独立。同社の経営に専念するため、学生時代に立ち上げた会社の役員を退任。

### 独立後
2011年（平成23年）『ソフトバンク株式会社』孫正義代表の後継者発掘プロジェクト「ソフトバンクアカデミア」に合格。外部1期生に抜擢。同年より9年連続で「日本テクノロジーFast50」にランキング(国内最多)。2012年（平成24年）より8年連続で日本における「働きがいのある会社」(Great Place to Work Institute Japan)にランキング。
2013年（平成25年）30歳で東証マザーズ上場。創業から7期連続の増収増益を果たした。同年「EY Entrepreneur Of the Year 2013 Japan」チャレンジングスピリット部門大賞受賞。2014年（平成26年）AERA「日本を突破する100人」に選出。
2018年（平成30年）35歳で東証一部へ市場変更。創業以来、12期連続で増収増益を達成。同年より2年連続で「Forbes Asia's 200 Best Under A Billion」に選出。
2021年（令和3年）3月期の連結売上高は125億円、従業員数は700名を超える。
2022年（令和4年）初の著書『起業家の思考法 「別解力」で圧倒的成果を生む問題発見・解決・実践の技法』を出版。

## 人物
- 尊敬する人物は、孫正義、藤田晋[2]

## 出演

### 雑誌
- 『MARR』（レコフデータ）[9]
- 『週刊ダイヤモンド』（ダイヤモンド社）[9]

## 著書
- 『Webコミュニティでいちばん大切なこと。CGMビジネス"成功請負人"たちの考え方』（水波桂ほか共著、インプレス、2007年12月20日） ISBN 978-4844325079[9]
- 『起業家の思考法 「別解力」で圧倒的成果を生む問題発見・解決・実践の技法』（ダイヤモンド社、2022年3月9日） ISBN 978-4478114247[9]